# Pseudobatos glaucostigmus
Pseudobatos glaucostigmus es una especie de peces de la familia Rhinobatidae en el orden de los Rajiformes.

## Morfología
Los machos pueden llegar alcanzar los 76,3 cm de longitud total.

## Distribución geográfica
Se encuentra en las costas centrales del Pacífico oriental: desde el Golfo de California hasta Ecuador.